# Paramesotriton deloustali
Paramesotriton deloustali је водоземац из реда репатих водоземаца и фамилије Salamandridae.

## Угроженост
Ова врста се сматра рањивом у погледу угрожености врсте од изумирања.

## Распрострањење
Вијетнам је једино познато природно станиште врсте.

## Популациони тренд
Популација ове врсте се смањује, судећи по расположивим подацима.

## Станиште
Станишта врсте су шуме, планине и слатководна подручја.